# Léon Nagant
Henri-Léon Nagant (1833 – 23. února 1900) byl belgický konstruktér a výrobce zbraní.
Společně s bratrem Émilem založil v Lutychu dílnu jemné mechaniky, ze které později vznikla celosvětové známá zbrojovka Fabrique d'armes Émile et Léon Nagant, později přejmenovaná na L. Nagant & Cie, Liége. Nagant si v roce 1894 nechal patentovat revolver s těsněním válce. Ruská armáda zavedla tento typ pod označením Nagant 1895. Až do roku 1913 vyráběla a dodávala tyto revolvery firma Nagant.
Po smrti Léona Naganta převzali vedení firmy jeho synové Charles (* 1863) a Maurice (* 1866). Po roce 1900 se firma zabývala i výrobou automobilů v licenci francouzské společnosti Rochet-Schneider. Vozy Nagant vznikaly až do roku 1928. V roce 1931 firmu převzala společnost Impéria.